# Neosho Rapids
Neosho Rapids és una població dels Estats Units a l'estat de Kansas. Segons el cens del 2000 tenia 274 habitants.

## Demografia
Segons el cens del 2000, Neosho Rapids tenia 274 habitants, 104 habitatges, i 79 famílies. La densitat de població era de 215,9 habitants/km².
Dels 104 habitatges en un 35,6% hi vivien nens de menys de 18 anys, en un 64,4% hi vivien parelles casades, en un 4,8% dones solteres, i en un 24% no eren unitats familiars. En el 20,2% dels habitatges hi vivien persones soles el 7,7% de les quals corresponia a persones de 65 anys o més que vivien soles. El nombre mitjà de persones vivint en cada habitatge era de 2,53 i el nombre mitjà de persones que vivien en cada família era de 2,9.
Per edats la població es repartia de la següent manera: un 26,3% tenia menys de 18 anys, un 4,4% entre 18 i 24, un 31,8% entre 25 i 44, un 23,4% de 45 a 60 i un 14,2% 65 anys o més.
L'edat mediana era de 39 anys. Per cada 100 dones de 18 o més anys hi havia 100 homes.
La renda mediana per habitatge era de 29.423 $ i la renda mediana per família de 35.250 $. Els homes tenien una renda mediana de 28.750 $ mentre que les dones 20.000 $. La renda per capita de la població era de 13.239 $. Entorn del 6,2% de les famílies i el 10,8% de la població estaven per davall del llindar de pobresa.

## Poblacions més properes
El següent diagrama mostra les poblacions més properes.